# Walter Fritz (Filmwissenschaftler)
Walter Fritz (* 14. August 1941 in Klosterneuburg; † 13. Februar 2020 in Wien) war ein österreichischer Filmwissenschaftler.

## Werdegang
Er studierte Theaterwissenschaft, Kunstgeschichte und Philosophie an der Universität Wien, wo er auch promovierte und ab 1970 als Lektor für Film- und Fernsehgeschichte tätig war. Ebenso an den Universitäten von Salzburg, Klagenfurt und München. Ab 1966 war er auch im Österreichischen Filmarchiv tätig, für welches er bereits zahlreiche Quellen und Filme aus der österreichischen Filmvergangenheit entdeckt hatte. Von 1980 bis 1996 war er dessen Leiter. Er war Autor von rund 30 Fachbüchern zur Filmgeschichte. Er überließ seinen Körper dem Anatomischen Institut der Universität Wien zu wissenschaftlichen Zwecken. Den Toten, die ihren Körper in dieser Form gewidmet haben, sind Gedenkstätten im Wiener Zentralfriedhof gewidmet (hier: Neue Anatomiegräber, Gruppe 26).

## Werke (Auszug)
- Im Kino erlebe ich die Welt – 100 Jahre Kino und Film in Österreich. Verlag Christian Brandstätter, Wien 1996, ISBN 3-85447-661-2.
- mit Gerhard Tötschinger: Maskerade – Kostüme des österreichischen Films; ein Mythos. Verlag Kremayr & Scheriau, Wien 1993, ISBN 3-218-00575-2.
- Im Kino erlebe ich die Welt – 30 Jahre Filmrekonstruktionen im Österreichischen Filmarchiv. Wien 1992.
- Erinnerungen an Graf Sascha Kolowrat. Wien 1992.
- Kino in Österreich 1929–1945 – Der Tonfilm. Wien 1991, ISBN 3-215-05666-6.
- Die Stadt ohne Juden. Wien 1991.
- 1938 im Film – Vorher/Nachher. Wien 1989.
- Sodom und Gomorrha – die Legende von Sünde und Strafe. Wien 1988.
- Der Wiener Film im Dritten Reich. Wien 1988.
- Die 60er Jahre. Wien 1987.
- Kino in Österreich – 1945–1983 – Film zwischen Kommerz und Avantgarde. Wien 1984, ISBN 3-215-04992-9.
- Der Müller und sein Kind – Rekonstruktion des 1. erhaltenen österreichischen Spielfilms. Wien 1982.
- Kino in Österreich 1896–1930 – Der Stummfilm. Wien 1981, ISBN 3-215-04429-3.
- Dokumentarfilme aus Österreich 1909–1914. Wien 1980.
- Geschichte des österreichischen Films. Verlag Bergland, Wien 1969.
- Die österreichischen Spielfilme der Tonfilmzeit 1929–1938. Wien 1968.
- Alexander Girardi und der Film. Wien 1968.
- Die österreichischen Spielfilme der Stummfilmzeit 1907–1930. Wien 1967.
- Entwicklungsgeschichte des österreichischen Spielfilms. Dissertation. 4 Bände, Wien 1966.